# La bella estate
La bella estate è una raccolta di tre romanzi brevi scritti da Cesare Pavese in tempi diversi; fu pubblicata per la prima volta dall'editore Einaudi di Torino nel 1949, nella collana "I supercoralli". Il volume comprendeva le opere: La bella estate (1940), che diede il titolo alla raccolta, Il diavolo sulle colline (1948), e Tra donne sole (1949). Nel 1950 questo trittico vinse l'edizione di quell'anno del Premio Strega.
Nel 1961 l'editore Einaudi, nel pubblicare per la prima volta le opere complete di Pavese, decise di includere in due volumi i nove romanzi dello scrittore nell'ordine in cui erano stati scritti e non nell'ordine della loro pubblicazione. La bella estate si trova dunque inserito nel primo volume dell'opera.
Sebbene ciascuna delle tre composizioni possa di per sé rappresentare, per contenuti, un lavoro autonomo, essi riportano le stesse tematiche: il passaggio dall'adolescenza alla maturità tramite l'esplorazione, la scoperta e quindi la delusione e la sconfitta. Nei tre romanzi il personaggio più debole, inesperto e giovane è quello che subisce in maniera più marcata e pesante il passaggio di crescita; particolarmente rilevante è poi la questione della tensione verso il limite che si manifesta nel gusto per la trasgressione e nel tendere al suicidio. Nell'opera è affrontato anche il classico rapporto tra la campagna e la città; qui, a differenza di altre opere, l'azione è sbilanciata su un'ambientazione urbana.

## La bella estate
Il primo romanzo breve, da cui prese il titolo la raccolta, fu scritto da Pavese tra il 2 marzo e il 6 maggio del 1940 ed era inizialmente intitolato La tenda. Quella del 1949 fu la prima pubblicazione.

### Trama
Ginia è una giovanissima operaia in un atelier che proviene dalla campagna e vive con il fratello Severino che fa l'operaio del gas. Di carattere gioioso e fiducioso, diventa amica di una ragazza più grande di lei, Amelia, che lavora come modella per alcuni pittori e che la convince a frequentare l'ambiente artistico della città. Amelia, che è attratta fisicamente da Ginia e nello stesso tempo è invidiosa della sua semplicità e gioia di vivere, la invita nello studio di un pittore, Guido, di cui Ginia si innamora e a cui infine si concede. Ginia è felice perché pensa che Guido la ami e di aver così coronato il suo sogno di trovare l'amore. Amelia intanto, che continua a fare proposte ambigue alla ragazza, le confida di essere ammalata di sifilide che ha contratto non da Rodriguez, lo strano tipo che frequenta lo studio di Guido, ma da una donna.
Assai presto Ginia si accorge che Guido la trascura e preferisce stare in compagnia degli amici e di Rodriguez e ne soffre. Un giorno, dopo aver visto Amelia posare per Guido, gli dice che vuole posare per lui nuda non sapendo che l'amico Rodriguez guardava la ragazza da dietro una tenda che divideva il letto dallo studio. Quando egli all'improvviso apre la tenda, Ginia, tutta spaventata e piena di vergogna, fugge dalla casa dopo aver ascoltato le parole dette da Guido ad Amelia e all'amico: "Lasciala stare, è una scema".
Ginia alla fine accetterà la compagnia e le premure di Amelia, mettendo una pietra sopra i suoi sogni di una bella estate.

## Analisi dell'opera
Nella presentazione di Pavese dei tre racconti de La bella estate egli scrive: 
Ne La bella estate questi temi vengono affrontati in forme ancora semplici e lineari, con uno stile descrittivo che dà maggiore rilievo alla rappresentazione esterna sia dei personaggi che degli ambienti.
Il racconto presenta uno schema basato su due momenti ben distinti che si possono facilmente seguire attraverso la narrazione che si svolge cronologicamente.
Pavese definì La bella estate «la storia di una verginità che si difende».

## Edizioni
- La bella estate, Collana Nuovi Coralli, 4, Torino, Einaudi, 1949.
- La bella estate, Collana Supercoralli, Torino, Einaudi, 1953.
- La bella estate, Collana Il bosco, 47, Milano, Mondadori, 1961. - Collana Oscar, Mondadori, 1965.
- La bella estate, Bergamo, Euroclub, 1978.
- La bella estate, Collana Oscar narrativa, Milano, Mondadori, 1983. - Collana Oscar Moderni, Mondadori, 2019.

## Adattamenti
Ognuno dei tre romanzi della raccolta è stato trasposto, più o meno liberamente, al cinema o in televisione.
- Le amiche - film del 1955 diretto da Michelangelo Antonioni, con la sceneggiatura dello stesso Antonioni, Suso Cecchi D'Amico e Alba de Céspedes, e interpretato da Eleonora Rossi Drago, Valentina Cortese e Gabriele Ferzetti; il film è un libero adattamento di Tra donne sole.
- Il diavolo sulle colline - film per la TV del 1985 diretto da Vittorio Cottafavi e interpretato da Daniela Silverio, Matteo Corvino, Urbano Barberini e Beatrice Palme.
- La bella estate - film del 2023 di Laura Luchetti, con Yile Vianello e Deva Cassel, tratto dal primo romanzo della raccolta.